# Quintal

Carro de supermercado cargado con 100 kilos en botellas de agua.

El quintal (bien del árabe andalusí qinṭár, este del siríaco qanṭīrā, y este del latín centenarium 'centenario', o bien del latín vulgar centenale, que en romance medieval dio quentale, que derivó luego en quintale, como se mantiene en intaliano), también llamado quintal tradicional, cuyo símbolo es q, era una antigua unidad de masa española, que equivalía a:
- 100 libras castellanas = 4.300 kilogramos (kg).[3]

El quintal tenía como fracción la arroba, que era la cuarta parte de un quintal (11,5 kg).
Cuando empezó a adoptarse el sistema métrico decimal en muchos lugares se redondeó el quintal a 100 kilogramos, y más tarde se definió el quintal métrico (Qm) como:
- 1 quintal métrico = 100 kg.[1]

Bajo estos valores todavía se usa en algunos países de Sudamérica, donde el quintal es de uso frecuente en los mercados, especialmente para la compra de harina, azúcar y otros alimentos. En Venezuela, principalmente en el llano en las transacciones relativas a ventas de ganado vacuno se usa la arroba como una unidad de peso equivalente no a 25 libras sino a 25 kilogramos. Así un animal de 250 kilogramos se dice que pesa 10 arrobas y si pesa 500 kilogramos que tiene 20 arrobas.

## Sistema internacional de unidades
El quintal métrico es el segundo múltiplo decimal del kilogramo y el quinto del gramo. Carece de símbolo reconocido, aunque el símbolo más usado en español es Qm.
En la actualidad, su utilización ha quedado prácticamente limitada al mundo rural para pesar las cosechas. 
Equivalencias:
- 100 000 gramos
- 10 000 decagramos
- 1000 hectogramos
- 100 kilogramos
- 10 miriagramos
- 0,1 toneladas métricas

## Sistema anglosajón

### Quintal estadounidense (quintal corto)
El quintal estadounidense es llamado short hundredweight en inglés y equivale a 45,359237 kg, además de:
- 700 000 granos
- 25 600 dracmas avoirdupois
- 1600 onzas avoirdupois
- 100 libras avoirdupois
- 4 arrobas
- 0,2 cuartos cortos
- 0,05 toneladas cortas

### Quintal británico (quintal largo)
El quintal británico, llamado long hundredweight en inglés, equivale a 50,80234544 kg, además de:
- 784 000 granos
- 28 672 dracmas avoirdupois
- 1792 onzas avoirdupois
- 112 libras avoirdupois
- 8 stones
- 0,2 cuartos largos
- 0,05 toneladas largas

Con la adopción del sistema métrico en el Reino Unido, el quintal largo quedó obsoleto. Todas estas son aproximaciones no exactas.